# Блюменталер (футбольный клуб)
«Блюмента́лер» (нем. Blumenthaler Sportverein von 1919 e.V.) — немецкий футбольный клуб, основанный в 1919 году в Блюментале, самом северном районе Бремена. Домашним стадионом клуба является «Бургвалл», вмещающий 10 000 зрителей.

## История

### Довоенные и военные годы
Клуб был основан 6 июня 1919 года под названием Blumenthaler Sportverein бывшими членами команды Blumenthaler Fußballverein 1912.
Будучи рабочим клубом, в 20-е годы «Блюменталер» входил в немецкую спортивную федерацию ATSB («Гимнастическая и спортивная федерация рабочих») и играл в турнирах под её эгидой.
В 1932 году клуб завоевал региональный трофей Северо-Западной Германии, а затем дошел до полуфинала национального первенства, где уступил будущему чемпиону «Нюрнберг-Ост» со счётом 4:1. В следующем году «Блюменталер» был запрещён нацистским режимом как политически неприемлемый, наряду с другими левыми рабочими и религиозными клубами.
Вскоре клуб был преобразован в Allgemeiner Sport-Verein Blumenthal von 1919. В 1937 году он получил право играть в Гаулиге Нидерсаксен, одном из 13 региональных округов первого дивизиона, созданных в результате реорганизации немецкого футбола в 1933 году. Команда оставалась участником этих соревнований на протяжении всей Второй мировой войны, но особых успехов не достигала, занимая места в середине и нижней части таблицы.
В 1944 году команде удалось стать вице-чемпионами в ослабленном войной первенстве. Следующий сезон был приостановлен после четвёртого тура в связи с крахом нацистской Германии.

### Вторая половина XX века
После войны команда получила своё нынешнее название и стала частью Любительской лиги Бремена, где с 1950 по 1952 год завоевала три титула подряд. Однако «Блюменталеру» ни разу не удалось пройти квалификацию в Оберлигу Норд. Команда продолжала быть одним из лидеров своего первенства вплоть до конца 1970-х годов.
В 1963 году Любительская лига стала чемпионатом третьего уровня в новой системе лиг с образованием нового национального высшего дивизиона Бундеслиги и двух Региональных лиг. Несмотря на ещё четыре титула в своём дивизионе и участие в квалификационном матче Северной региональной лиги, команде не удалось получить повышение в классе. В 1977 году «Блюменталер» вылетел из турнира, заняв 16-е место.

### Начало XXI века
В 2006 году команда выиграла 18-й турнир LOTTO Masters, обыграв молодёжную команду бременского «Вердера». В 2015 «Блюменталер» снова выиграл LOTTO Masters. На этот раз в финале был побеждён «Бремер». В 2018 и 2020 годах команда не участвовала в кубке Германии, так как проиграла финал кубка Бремена.

## молодежь
Блументалер СФ - известный клуб в бременском любительском футболе, а также за пределами Бремена благодаря своей работе с молодежью. Например, из клуба вышел гамбийский беженец Усман Манне и два игрока "Вердера" - Зорен Зайдель и Осман Манне. Еще известным именем из молодежного отделения Блументалера является Лукас Хелер, профессиональный футболист "Штутгарта", а также долгое время тренер молодежной команды Михаэль Княт, который тренирует вторую команду клуба "Падерборн 07" из второй немецкой лиги. [3] В январе 2021 года Кебба Баджи также подписал профессиональный контракт с "Вердером" Бремен, гамбиец играл за молодежную команду Блументалера U19 в Региональной лиге Север.

### U19
В 2011 году молодежная команда U19 вышла в Региональную лигу Север, а в следующем сезоне впервые сохранила свое место во второй высшей немецкой юношеской лиге. Молодежные футболисты играли в лиге до сезона 2017/18. В сезонах 2019/20 и 2021/22 первая команда U19 чуть не вернулась в Региональную лигу. [4] В сезоне 2022/23 молодежная команда U19 с "Бургвалла" смогла подняться в Региональную лигу. Главный тренер и председатель клуба Петер Мусалли поставил перед ними цель прямого прохода в Бундеслигу U19. 

### U17
В 2010 году молодежная команда U17 вышла в Региональную лигу Север. После одного сезона команда U17 вылетела из Региональной лиги Север, но затем в 2014 году снова поднялась, а в 2015 году снова упала. В сезоне 2020/21 первая команда U17 играла в Бременской ассоциации и после 6 матчей заняла первое место по квотиентному правилу, став признанным чемпионом Бремена Ассоциации Футбола. Поскольку команде было отказано в продвижении со стороны Северного футбольного союза, Блументалер СФ рассматривает юридические средства. Молодежная команда U17 Блументалера является одной из трех победителей кубка местных ассоциаций в бременской футбольной ассоциации, на пути к финалу она выиграла у нескольких команд Региональной лиги впечатляющими выступлениями. Кроме того, команда без проблем поднялась в Региональную лигу, только в первых двенадцати матчах забив более ста голов и пропустив всего три гола в третьей по силе лиге. В сезоне 2022/23 команда юношей с "Бургвалла" смогла выйти в Бундеслигу U17 и стала вице-чемпионом во второй высшей немецкой лиге, уступив только "Вольфсбургу". В Региональной лиге Север они опередили несколько команд U16 из 1. и 2. Бундеслиги, а также команды U17, включая Хольштейн Киль и ФЛ Оснабрюк.

### U15
Также команде U15 удалось выйти в Региональную лигу Север, где они играли в сезоне 2013/14 и с лета 2019 года, когда удалось снова подняться. До прерывания сезона из-за пандемии COVID-19 команда под руководством президента клуба и главного тренера Петера Мусалли показала хорошие результаты в высшей немецкой лиге, и после расчета по коэффициенту очков заняла четвертое место в таблице и безопасно сохранила свое место. После двух сезонов в высшей лиге Блументалерам пришлось вернуться в ассоциацию и они хотят вернуться обратно в Региональную лигу в сезоне 2022/23.